# Mecklenburgs voetbalkampioenschap 1909/10
In 1909/10 werd het zesde Mecklenburgs voetbalkampioenschap gespeeld, dat georganiseerd werd door de Noord-Duitse voetbalbond. Internationaler FC Rostock werd kampioen en plaatste de club zich voor de Noord-Duitse eindronde. De club verloor met 12-2 van FV Holstein Kiel.

## Eindstand
| Plaats | Club                        | Wed. | W | G | V | Saldo | Ptn |
| ------ | --------------------------- | ---- | - | - | - | ----- | --- |
| 1.     | Internationaler FC Rostock  |      |   |   |   |       |     |
| 2.     | Schweriner FC 03            |      |   |   |   |       |     |
| 3.     | Techniker FC Corso Strelitz |      |   |   |   |       |     |
| 4.     | Rostocker FC 1895           |      |   |   |   |       |     |
| 5.     | FV 1906 Güstrow             |      |   |   |   |       |     |
| 6.     | FC Alemannia 03 Rostock     |      |   |   |   |       |     |
| 7.     | Germania Wismar             |      |   |   |   |       |     |

|  | Kampioen |